# Homtang
Homtang (nepalski: होम्टाङ) – gaun wikas samiti we wschodniej części Nepalu w strefie Kośi w dystrykcie Bhojpur. Według nepalskiego spisu powszechnego z 2001 roku liczył on 1260 gospodarstw domowych i 6400 mieszkańców (3362 kobiet i 3038 mężczyzn).